# پرادی د لا تیکستا
پرادی د لا تیکستا (به اسپانیایی: Pradell de la Teixeta) یک شهرستان در اسپانیا است.

## خصوصیات
پرادی د لا تیکستا ۱۸۹ نفر جمعیت دارد و ۴۶۳ متر بالاتر از سطح دریا واقع شده‌است.